# سیمین‌پهلوهای کالیفرنیایی
سیمین‌پهلوهای کالیفرنیایی (نام علمی: Leuresthes) نام یک سرده از تیره سیمین‌پهلوهای نوگرمسیری است.